# 相似尻参
相似尻参（学名：Caudina similis）为尻参科尻参属的动物。分布于日本，包括黄海等海域，主要生活于水深36-300米的泥沙底。该物种的模式产地在日本。